# Lutherkirche (Aschaffenburg)

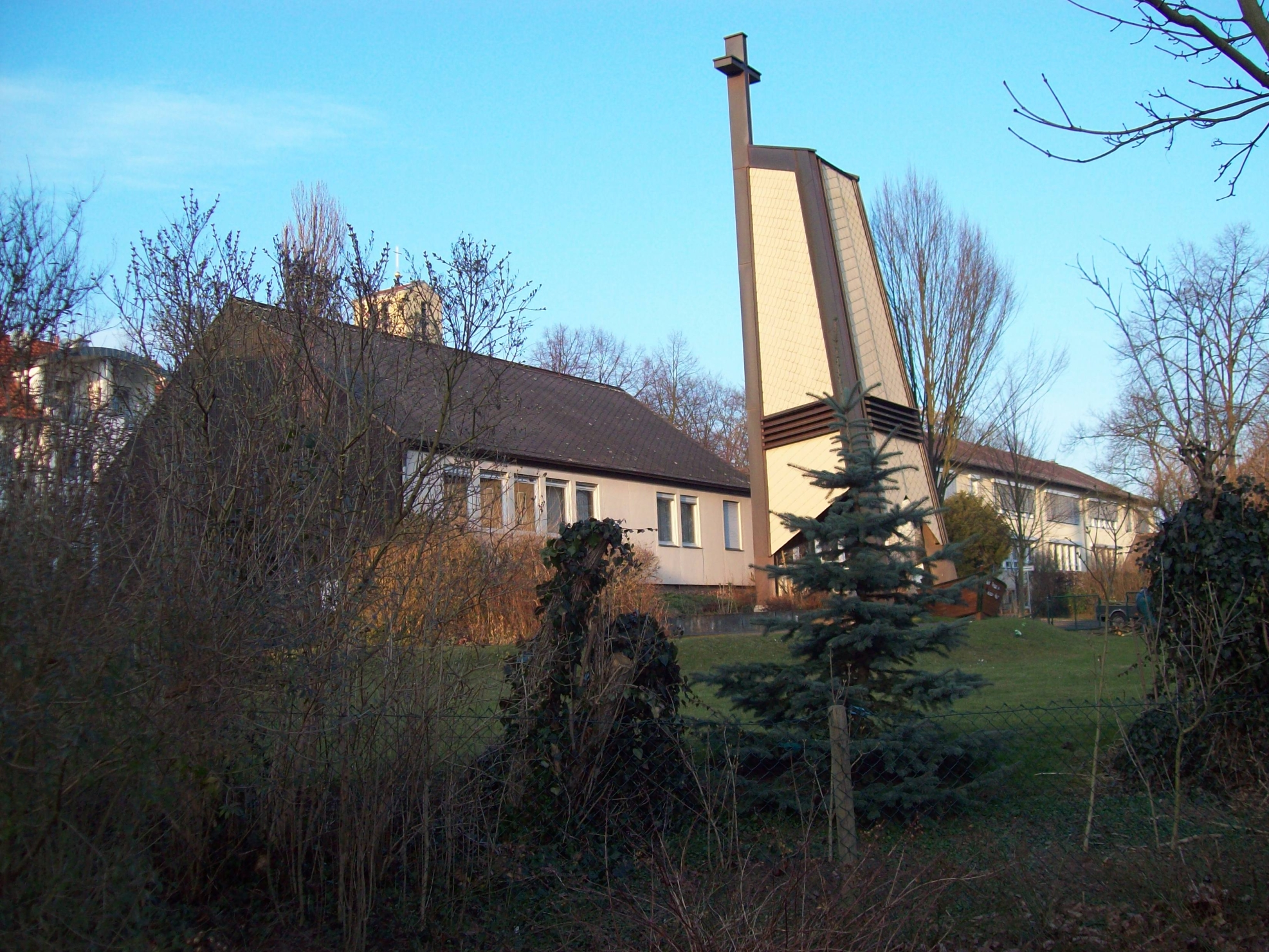
Lutherkirche, Aschaffenburg-Strietwald 2011

Die Lutherkirche war eine 1971 errichtete Begegnungsstätte der evangelischen Christen im Stadtteil Strietwald im Norden der Stadt Aschaffenburg.

## Geschichte
Anfangs mussten die ersten Kirchenmitglieder in die St.-Paulus-Kirche im nahe gelegenen Stadtteil Damm, zu dem die Siedlung  Strietwald gehörte, zum Gottesdienst gehen. Bei einem Bombenangriff am 21. November 1944 wurde die Kirche sowie der größte Teil der Wohnhäuser und Industrieanlagen zerstört. Zuerst in Privathäusern, dann alle 14 Tage im Kindergarten, der auch von der katholischen Christen als „Notkirche“ genutzt wurde, versammelte man sich zum Gebet. Aus der Kirchenchronik ist zu entnehmen, „daß sich die im Strietwald wohnenden Protestanten schon 1948 für ein eigenes Gotteshaus stark gemacht haben, Treibende Kraft war vor allem der damalige St.-Paulus-Mesner Heinz Schmitt, der mit vielen Gleichgesinnten die ersten Spenden für den Kirchenbau zusammentrug.“ Nach dem Wiederaufbau der Paulus-Kirche wurden die Strietwälder dort getauft, konfirmiert und haben dort geheiratet. 1969 wurde aus der Pfarrstelle der St.-Paulus-Gemeinde Damm heraus das Vikariat St. Paulus mit Sitz in Kleinostheim errichtet, in dessen Zuständigkeitsbereich auch der Stadtteil Aschaffenburg-Strietwald gehörte.
Mit dem Bau der Lutherkirche erhielten die evangelischen Christen ein Gebets- und Versammlungshaus im Aschaffenburger Stadtteil Strietwald. Auf einem 1623 m² großen Grundstück in der Konradstraße begannen im März 1971 die Bauarbeiten für eine Begegnungsstätte mit einem großen Kirchenraum, einer Küche und sanitären Anlagen. Am 17. Oktober 1971 wurden die Räume mit einem Festakt eingeweiht. Der funktionelle Kirchenraum – 1974 mit einer Orgel komplettiert – besitzt eine hölzerne Innenarchitektur, einen hellen Fußboden und eine gradlinige Ausstattung. „Die von Siegfried Rischar geschaffenen Kreuzwegstationen unterstreichen die Schlichtheit des Innenraums.“ Der Bau des Gotteshauses wurde 1984/85 mit der Errichtung eines Glockenturmes abgeschlossen. In ihm hängt eine von Maria und Georg Fetzer gestiftete und in der Glockengießerei Rudolf Perner in Passau gegossene Glocke (220 kg/75 cm Durchmesser) mit der Inschrift eines Zitats von Martin Luther: „Eines Christen Handwerk ist Beten“. Seit 1984 bilden die Gemeinden Glattbach, Johannesberg, Steinbach und Strietwald den „Sprengel II Strietwald/Johannesberg“.
Die Kirche wurde 2021 abgerissen. Auf dem Grundstück wurden drei Mehrfamilienhäuser errichtet.